# Distretto di Pacobamba
Il distretto di Pacobamba è un distretto del Perù nella provincia di Andahuaylas (regione di Apurímac) con 4.961 abitanti al censimento 2007 dei quali 373 urbani e 4.588 rurali.
È stato istituito il 20 gennaio 1944.